# Ashby St Mary
Ashby St Mary – wieś w Anglii, w hrabstwie Norfolk, w dystrykcie South Norfolk. Leży 12 km na południowy wschód od Norwich i 160 km na północny wschód od Londynu.
Miejscowość liczy 297 mieszkańców.